# NGC 8
NGC 8 (другие обозначения — PGC 648, Holm 3B) — оптически-двойная звезда, расположенная в созвездии Пегаса. Этот объект входит в число перечисленных в оригинальной редакции «Нового общего каталога».

## Характеристики
NGC 8 состоит из пары звёзд, имеющих видимую звёздную величину 15,2m и 16,5m. Систему можно наблюдать в телескоп в западной части созвездия Пегаса, практически на границе с созвездием Андромеды. Недалеко от неё, в 2,7 угловой минуты, расположена галактика NGC 9, которая находится значительно дальше звезды. Звезда была открыта Отто Васильевичем Струве, российским астрономом, 29 сентября 1865 года, в ходе безрезультатных поисков разрушившейся кометы Биэлы. Он использовал 15-дюймовый рефрактор Пулковской обсерватории. В нескольких каталогах двойная звезда NGC 8 ошибочно отождествлена с галактикой; так, в «Морфологическом каталоге галактик» (MCG) Б. А. Воронцова-Вельяминова объект отождествлён с галактикой MCG +04-01-030. В HyperLEDA на 2016 год объект тоже классифицировался как галактика, однако на 2019 год уже был переклассифицирован как двойная звезда
Звёзды пары физически не связаны, они лишь проецируются на небесную сферу близко друг от друга, но действительное расстояние между ними очень велико. Более яркая оранжевая звезда оптической пары является сверхгигантом спектрального класса K6I. Она находится на расстоянии не менее 215 тыс. световых лет от Солнца, вне нашей Галактики. Более тусклая звезда кажется по контрасту белой, это жёлтый гигант класса G4, находящийся примерно в 10 тысячах световых лет от Солнца.